# For What It's Worth
For What It's Worth este single-ul cu numărul douăzeci și șapte al trupei de rock alternativ Placebo, și primul single de pe cel de-al șaselea album, Battle for the Sun.
Single-ul a fost difuzat pentru prima oară pe 20 aprilie 2009 la stațiile de radio. Prima difuzare în Marea Britanie s-a făcut, ca și în cazul cântecului „Battle for the Sun”, la postul de radio BBC Radio 1, în emisiunea lui Zane Lowe. Cântecul a fost disponibil spre downloadare din 21 aprilie, via iTunes; începând cu aceeași zi, videoclipul melodiei a fost postat pe pagina de MySpace a formației.
Single-ul a fost lansat oficial pe 1 iunie 2009, în format 7", CD și download digital, și conține B-side-ul „Wouldn't It Be Good” (un cover după Nik Kershaw).

## Lista melodiilor

### iTunes
1. „For What It's Worth”

### CD
1. „For What It's Worth”
2. „Wouldn't It Be Good” (Nik Kershaw cover)

### 7"
1. „For What It's Worth”
2. „Wouldn't It Be Good”

## Despre lirică
Față de precedentele single-uri, „For What It's Worth” are o lirică neașteptată, menținând de la început până la sfârșit un fel de fatalism de natură optimistă. Ideea generală exprimată este că, în ciuda tuturor problemelor pe care le întâmpini, trebuie să te ridici de la pământ și să continui, pentru că nimeni nu te poate ajuta mai bine decât o poți face tu.
„Este un cântec pe care am început să îl scriu în autobuzul de turneu, între New York și Boston, e un cântec născut din plicitiseală și din nevoia de a face ceva creativ, și e un cântec care, sper, e impregnat cu un fel de poftă pentru viață. E pătimaș și e o celebrare.”, îl descria Molko.
Stefan Olsdal observă existența unei dihotomii în acest cântec: „Brian le descrie [versurile] drept optimiste, dar dacă le asculți (...), got no friends, got no lover (nu ai prieteni, nu ai iubit / ă), e ceva în genul la naiba, ești rău de tot, însă pentru el cântecul este ca o celebrare a vieții.”

## Despre videoclip
Videoclipul îi prezintă pe cei trei membri ai trupei, Brian Molko, Stefan Olsdal și Steve Forrest interpretând cântecul. Cu toții sunt îmbrăcați în alb; în paralel cu ei sunt arătate diverse alte persoane în diferite ipostaze. În jurul tuturor persoanelor ce apar în videoclip (inclusiv în jurul celor trei membri Placebo), apar diverse etichete descriptive: spre exemplu, Molko este creditat cu noise maker („noise maker” este o jucărie de plastic care produce zgomot) apoi cu soul searcher (cel care își caută sensul vieții). Pe trupul unei femei apar etichete precum carpet (covor) pe genunchi, acolo unde se poate observa o julitură, stranger (străin) pe șold, unde se află o vânătaie, și lista poate continua în același mod, imaginea sugerând că femeia respectivă și-a pierdut o noapte întreținând relații sexuale cu un necunoscut. Un moment interesant al videoclipului este acela în care muzica se oprește pentru o clipă și lasă să se audă niște sunete ce amintesc de jocul Tetris, în timp ce pe ecran apare o fată cu privirea rătăcită, și cu o pungă plină cu ser alături, de genul celor folosite în spitale, sugerând „călătoria” pe care o poți face cu ajutorul unei perfuzii...
Videoclipul este în parte static - multe personaje (printre care și cei trei membri ai trupei) apar nemișcate în anumite cadre, fapt care amintește oarecum de clipul single-ului din 2003, „This Picture”. La final, cei trei membri sunt arătați „înghețați”, în jurul lor aflându-se o etichetă pe care scrie press to replay (apasă pentru a asculta din nou).